# Vénus au tribunal
Pour plus de détails, voir Fiche technique et Distribution.
Vénus au tribunal (Venus vor Gericht) est une comédie dramatique allemande écrite et réalisée par Hans H. Zerlett et sortie en 1941.
Le film met en vedette Hannes Stelzer, Hansi Knoteck et Paul Dahlke et a fait partie de la campagne des nazis contre « l'art dégénéré ». Il dépeint le procès d'un jeune artiste qui a résisté à cette tendance.
Le film est réalisé par Bavaria Film dans leurs studios Emelka à Munich. Les décors du film ont été conçus par les directeurs artistiques Max Seefelder (en), Hans Sohnle (en) et Wilhelm Vorwerg.

## Synopsis
Le film se déroule dans les années 1920. Le sculpteur Peter Brake, l'un des premiers partisans du national-socialisme, est un opposant à l'art moderne, qu'il considère comme dégénéré. Il crée une statue de Vénus de style néoclassique, qu'il enterre ensuite dans un champ bavarois afin de protéger l'identité de Charlotte, son modèle, désormais mariée à un maire et devenue une femme au foyer respectable.
Lorsque la statue est déterrée lors de fouilles en 1930, les experts pensent c'est une statue antique vieille de deux mille ans, réalisée par Praxitèle et qui s'est retrouvée dans l'arrière-boutique berlinoise du marchand d'art juif Benjamin Hecht sous le nom de Venus vom Acker (« Vénus des champs »). Peter Brake veille à ce que le ministre l'achète rapidement pour le musée, ce qui est également dû au fait que le ministre est associé au marchand juif en tant qu'acheteur de dossiers pornographiques.
S'ensuit un procès dans lequel Peter est incapable de prouver qu'il est le créateur de la statue, car la seule personne capable de vérifier son affirmation est le modèle mais qu'il essaie de garder à l'écart du procès. Comme on ne le croit pas, on veut le condamner pour parjure. Ce n'est que lorsqu'elle apprend l'existence du procès qu'elle décide de se présenter comme témoin et de faire une déclaration.

## Fiche technique
- Titre français : Vénus au tribunal[2]
- Titre original : Venus vor Gericht
- Réalisation : Hans H. Zerlett
- Scénario : Hans H. Zerlett
- Photographie : Oskar Schnirch
- Montage : Gottlieb Madl
- Musique : Leo Leux
- Costumes : Maria Pommer-Uhlig, Margit zur Nieden
- Production : Ottmar Ostermayr
- Sociétés de production :
- Direction artistique : Max Seefelder (en), Hans Sohnle (en), Wilhelm Vorwerg
- Pays de production : Allemagne
- Langue originale : allemand
- Format : noir et blanc
- Genre : comédie dramatique
- Durée : 90 minutes
- Dates de sortie[3] :
  - Allemagne : 4 juin 1941
  - France : 1er août 1941[2]

## Distribution
- Hannes Stelzer : Peter Brake, Bildhauer
- Hansi Knoteck (de) : Charlotte Böller
- Paul Dahlke : Gottlieb Böller, Bürgermeister
- Siegfried Breuer : Benjamin Hecht, Kunsthändler
- Charlott Daudert (de) : Marianne
- Ernst Fritz Fürbringer : Paul Dreysing, Zeichner
- Josef Eichheim (de) : Prof. Semmel, Bildhauer
- Erhard Siedel (de) : Der Kultusminister
- Carl Wery : Senior Prosecutor
- Hans Brausewetter : Prosecutor
- Hubert von Meyerinck : Dr.Knarre, Sachverständiger
- Justus Paris (de) : Prof. Grimm, Sachverständiger
- Fritz Reiff (de) : Judge
- Peter Elsholtz : Defense lawyer
- Adolf Gondrell (de) : Bronsky, Agent
- Albert Hörrmann (de) : Dr. Wertheimer, Referent des Kultusministers
- Peter Pasetti : Parteigenosse
- Liesl Karlstadt : Hausmädchen
- Fritz Hoopts (de) : Brinkmann, Gerichtsvollzieher
- Eva Tinschmann (de) : Rita, Empfangsdame
- Carl Ballhaus : Alfred, Peters Freund
- Heini Handschumacher (de) : Reporter
- Rudolf Vogel : Dr. Gerhard Hümmelmann
- Heinrich Hauser (de) : Obersturmbannführer Lotze
- Dorothy von Bruck : Sekretärin
- Edith Meinel : Sekretärin
- Gabriele Reismüller (de) : Sekretärin
- Charles Willy Kayser
- Walter Lantzsch (de)
- Kurt Stieler (de)

## Rôle de propagande
Le personnage de Peter Brake est peut-être vaguement basé sur Arno Breker, dont le travail a été approuvé par les autorités nazies.
Les cinéastes ont utilisé comme accessoires des sculptures saisies par le gouvernement, notamment Das Paar (Le couple) d'Ernst Kirchner, Kopf (Tête) d'Otto Freundlich et Tanzerin (Danseuse) de Marg Moll,.
Les experts en art qui identifient à tort la sculpture de Brake sont tous codés comme étant effacés, homosexuels ou juifs, etc.. Susan Felleman suggère que la tentative de propagande du film était faible, estimant que ses représentations d'une vie nocturne berlinoise « décadente » et du personnage de Benjamin Hecht (un marchand d'art juif) nettement plus intéressant que ceux de Brake et de son entourage.